# Root-Konto
Das Root-Konto oder Superuser-Konto ist das Benutzerkonto, das bei der Installation eines Betriebssystems angelegt werden muss und mit weitreichendsten Zugriffsrechten ausgestattet ist.
Dieses Konto ist nicht für die alltägliche Verwendung des Systems gedacht, sondern nur für besondere Verwaltungsaufgaben, weil es mit umfassenden Risiken verbunden ist.

## Unixoide Systeme
Auf unixoiden Systemen wird jedes Benutzerkonto mit einer Zahl assoziiert: der sogenannten „UID“ (User ID). Das erste Benutzerkonto auf jedem System hat die UID 0 und besitzt auf historischen Unix-Systemen alle Rechte über die Ressourcen des Systems. Da dieses Konto für die Installation des Rechners notwendig ist und daher alle Dateien und Verzeichnisse aus diesem Benutzerkonto hervorgehen, kann man hier von einer „Wurzel“ (englisch root) sprechen. Nach dem Beenden der Installation kann man dieses Konto zur Verwaltung (Administration) des Systems verwenden. Um als root zu arbeiten, kann man sich entweder entsprechend einloggen oder auf der Unix-Shell mit dem Befehl su die Identität wechseln.
Moderne Unix-Systeme wie z. B. Solaris implementieren feingranulare Rechtesysteme. Auf solchen Systemen bedeutet die Erlangung der UID 0 nicht zwangsläufig auch die Erlangung sämtlicher Rechte.
Der Benutzer mit den Root-Rechten hat als einziger Benutzer auf einem Unix-Computer uneingeschränkte Rechte, was sich insbesondere bei Dateiverwaltung (Dateirechte etc.) und Benutzung von Systemressourcen (Arbeitsspeicher, Geräte) auszeichnet. Eine besondere Position wird dem root auch bei der Verwaltung des Kernels sowie der Prozesskontrolle eingeräumt: So kann der Root sämtliche Prozesse nach Belieben verändern und damit beispielsweise den Computer neu starten. Bei einem Kernel, der dynamisch ladbare Module unterstützt, kann Root indirekt mit dem Kernelspace auf nächster Ebene agieren.
Sollte ein böswilliger Cracker das Passwort des Benutzers Root herausfinden, so ist dieser vollständig kompromittiert. Um im Anschluss an einen erfolgreichen Angriff die eigene Anwesenheit vor dem Systemadministrator zu verbergen, nutzen Angreifer sogenannte Rootkits.
Üblicherweise unterscheidet sich die Eingabeaufforderung des Benutzers Root von der anderer Benutzer durch eine abschließende Raute (#) statt eines Dollarzeichens ($). Systemadministratoren sprechen in diesem Falle von einem Rootprompt.

### macOS
Bei der Installation von macOS wird ein Konto für den Systemadministrator mit Namen root angelegt und eines für den Admin mit wählbarem Namen. Bei macOS Server erhalten beide Konten dasselbe Passwort, während beim normalen macOS das Konto root kein Passwort erhält und gesperrt wird. Dem Admin ist nicht nur einiges verwehrt, was für root möglich ist, sondern auch umgekehrt.

### Debian und Ubuntu
Bei der Installation von Debian kann ebenfalls eine direkte Verwendung des Root-Kontos unterbunden werden. Unter dem auf Debian basierenden Ubuntu gibt es bei der normalen Installation nicht einmal die Möglichkeit, anders zu verfahren. Aus Sicherheitsgründen hat die Benutzergruppe admin dort aber keine weitergehenden Berechtigungen, als sudo auszuführen. So können sich ihre Mitglieder zeitweilig die Rechte des Superusers verschaffen. In der Regel wird sudo automatisch aufgerufen, sobald die Rechte des Superusers erforderlich sind.
Es ist allerdings mittels des Befehls sudo passwd jederzeit möglich, den Root-Account dauerhaft freizuschalten, indem man ihm ein gültiges Kennwort zuweist.

## toor
toor ist das rückwärts geschriebene Wort für root und stellt einen alternativen Root-Account dar, speziell auf BSD-Derivaten. Das Konto hat ebenfalls die UID 0, unterscheidet sich aber durch eine andere Konfiguration, vor allem durch eine andere Shell vom Root-Konto.
Üblicherweise hat ein Konto (normalerweise root) eine umfangreiche Shell (wie bash oder zsh), während der jeweils andere Account (normalerweise toor) nur eine minimale Shell hat. Der Sinn dahinter ist, ein Konto mit Systemadministrationsfähigkeiten bereitzuhalten, selbst wenn die Standard-Shell des einen Kontos nicht mehr gestartet werden kann (wenn zum Beispiel die Partition, auf der die Shell liegt, nicht gemountet werden kann). „toor“ ist außerdem das Passwort für den root-Account bei den bekannten BackTrack Distributionen und bis Version 2020.1 auch bei Kali Linux. Ab Version 2020.1 ist root nicht mehr das Standardkonto, sondern kali mit kali als Passwort.

## Microsoft
Während MS-DOS und das ursprüngliche Windows bis zur Millennium Edition (DOS-Linie bis Windows 9x) nur ein einziges Benutzerkonto zuließen, das zwangsläufig alle Berechtigungen hatte, unterstützt die Windows-NT-Linie mehrere Benutzerkonten mit unterschiedlichen Berechtigungen. Das Root-Konto hat hier den Benutzernamen Administrator. Allerdings existiert ein weiteres Benutzerkonto mit höheren Berechtigungen als denen des Administrators. Dieses heißt SYSTEM, wird jedoch normalerweise nicht zur Administration des Computers benutzt.
Das Benutzerkonto mit dem Namen Administrator ist auf dem Anmeldebildschirm in Windows XP standardmäßig nicht sichtbar, kann aber dennoch verwendet werden, indem der klassische Anmeldedialog, entweder über die Einstellungen oder durch zweimaliges Drücken der Tastenkombination Strg + Alt + Entf, auch bekannt als „Klammergriff“, auf dem Anmeldebildschirm aufgerufen wird.
Unter Windows Server 2008 R2 existiert ebenfalls ein Benutzerkonto mit dem Namen Administrator, der schon beim ersten Start des Systems nach der Installation eingerichtet werden muss und genauso auch bei Windows Server 2012 Standard/Datencenter die höchsten Privilegien besitzt.

## Belege
1. ↑  Der Superuser-Account. FreeBSD Foundation (Archive.org), archiviert vom Original am 28. Juli 2014; abgerufen am 7. Mai 2017.
2. ↑  Mac OS X : Password Does Not Work As Expected After a Change. Apple, 8. Oktober 2008, abgerufen am 24. April 2011.
3. ↑  Ubuntu User Management. Abgerufen am 10. Juli 2021.